# Fredlarna
In-Fredel: 59°32′N 19°19′Ö / 59.533°N 19.317°Ö

Ut-Fredel: 59°30.5′N 19°21.5′Ö / 59.5083°N 19.3583°Ö

Fredlarna är två ögrupper (In-Fredel och Ut-Fredel) i Norrtälje kommun i Stockholms skärgård. Fredlarna är typiska utskärgårdsmiljöer med hundratals små holmar och skär, men sparsamt med vegetation.
Under 1800-talet gick en lotsled från Svenska Högarna genom Fredlarna in till Rödlöga, men leden lades ner 1905. Idag finns den utmärkt i sjökorten som båtsportled.
De två största öarna i Ut-Fredel är Stora Vånskär och Stora Bredskär. Båda dessa öar har haft goda naturhamnar som användes under kronohamnsfiskets tid. Idag är hamnen på Stora Vånskär till stora delar torrlagd och den på Stora Bredskär är grund och stenfylld. På Stora Vånskär finns en mindre by med ett tjugotal sjöbodar och bryggor.

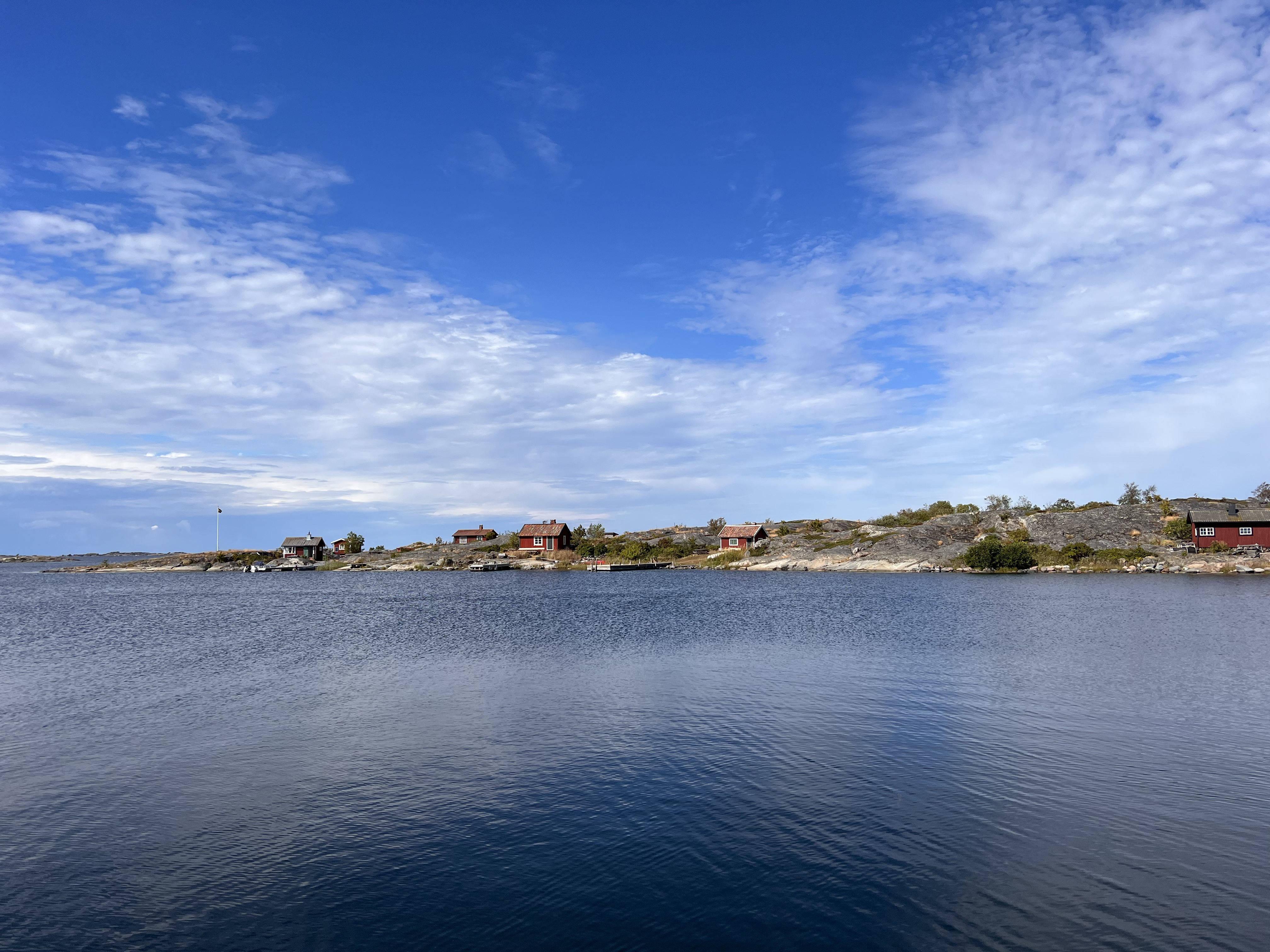
Bild av Stora Vånskär tagen från Lilla Vånskär.

Huvudön i In-Fredel är Östra Vånskär och den har en ganska grund, men för mindre båtar fortfarande fullt användbar naturhamn.